# Eurylestes colombiae
Eurylestes colombiae är en kackerlacksart som först beskrevs av Morgan Hebard 1919.  Eurylestes colombiae ingår i släktet Eurylestes och familjen småkackerlackor.
Artens utbredningsområde är Colombia. Inga underarter finns listade i Catalogue of Life.